# Fag bomb

Надпись на бомбе

Fag bomb (с англ. — «пидор-бомба») — укоренившееся в англоязычных СМИ название авиационной бомбы для истребителей (бомба со спутниковым наведением GBU-31), сфотографированной на борту американского авианосца «Энтерпрайз» 11 октября 2001 года во время контртеррористической операции в Афганистане. Единственной особенностью этой бомбы была надпись, оставленная на ней неизвестным моряком ВМС США в адрес потенциальных жертв и гласившая: «Угоните-ка вот это, пидоры» (Highjack this fags).
Публикация фотографии этой бомбы информационным агентством Ассошиэйтед Пресс и британской газетой «Метро» вызвала возмущение со стороны ЛГБТ-организаций США, усмотревших в снимке неуважение к сексуальным меньшинствам. Представителям агентства и руководству флота пришлось принести публичные извинения ЛГБТ-сообществу. Контр-адмирал Стивен Пьетропаоли назвал произошедшее «единичным случаем». Вооружённые силы контртеррористической операции были проинструктированы воздерживаться в дальнейшем от «языка ненависти» в ходе исполнения своей миссии.
В дальнейшем эпизод с «пидор-бомбой» многократно обсуждался публицистами и исследователями как наиболее выразительный пример гомофобных настроений в американской военной среде.